# Bragagna
La bragagna è un'imbarcazione tipica della laguna di Venezia.
Il termine bragagna indica anche un tipo particolare di rete da pesca e infatti questo tipo di imbarcazione era destinato proprio per questo scopo. Si tratta di un natante di grosse dimensioni, lungo circa tredici metri e largo quasi due, a propulsione mista, a remi per il movimento e a vela per la fase di pesca, caratterizzato dalla presenza di ben tre alberi con tre ampie vele rettangolari, caso unico per quanto riguarda le imbarcazioni lagunari..
La tecnica di pesca era del tipo a scarroccio (strascico laterale): spinta dal vento, la bragagna trascinava l'omonima rete, fissata allo scafo a prua e a poppa tramite due aste e col lato aperto rivolto verso le mura. Le vele venivano orientate perpendicolarmente al vento per ottenere lo spostamento laterale necessario per la cattura dei pesci.
Questo tipo di imbarcazione è caduto in disuso alla fine del 1800.